# Eduard Nikolajewitsch Mudrik
Eduard Nikolajewitsch Mudrik (ukrainisch Едуард Миколайович Мудрик /Eduard Mykolaiowytsch Mudryk, russisch Эдуард Николаевич Мудрик; * 18. Juli 1939 in Starobilsk, Ukrainische SSR; † 27. März 2017) war ein sowjetischer Fußballspieler.

## Sportlicher Werdegang
Mudrik spielte zwischen 1958 und 1968 für den FK Dynamo Moskau in der Wysschaja Liga. Dabei gewann er 1959 und 1963 jeweils den Meistertitel der Sowjetunion. Insgesamt lief der Abwehrspieler in 184 Meisterschaftsspielen auf, dabei erzielte er sechs Tore.
Zwischen 1963 und 1964 gehörte Mudrik der UdSSR-Nationalmannschaft an. Mit ihr nahm er an der EM-Endrunde 1964 teil und stand dabei sowohl beim 3:0-Halbfinalerfolg über Dänemark als auch bei der 1:2-Endspielniederlage gegen Gastgeber Spanien in der Startformation. Insgesamt bestritt er acht Länderspiele, dabei war er einmal als Torschütze erfolgreich.
Nach dem Karriereende blieb Mudrik der Dynamo-Organisation als Funktionär erhalten.